# Bessie Eyton
Bessie Eyton (née Harrison; 5 de julio de 1890 – 22 de enero de 1965) fue una actriz estadounidense que trabajó durante la era de cine mudo. Eyton apareció en 200 películas entre 1911 y 1925. Durante 1911 y 1918, Bessie estuvo bajo contrato con Selig Polyscope Company.

## Biografía
Bessie Harrison nació el 5 de julio de 1890, hija del músico Edgar Thomas Harrison (1868–1924) y Claribel Harrison (née. Mead, 1873–1959). Bessie tenía un hermano, Elbert Harrison.
Harrison se casó por primera vez con el actor Charles Eyton, el 3 de septiembre de 1908. Mientras ella asistía a una gira de Selig Polyscope Company, un director vio a Bessie y dijo que la quería contratar como extra en una película. Bessie hizo su debut cinematográfico en The Sheriff of Tuolomne (1911) juntó con Tom Mix. En total, Bessie hizo 200 películas bajo la firma de Selig Polyscope Company, uno de sus papeles más famosos fue en The Spoilers (1914) y en la adaptación de la obra de Winston Churchill The Crisis (1916). Además de actuar, a Bessie se le atribuye como guionista del cortometraje de 1914 The Smuggler's Sister.

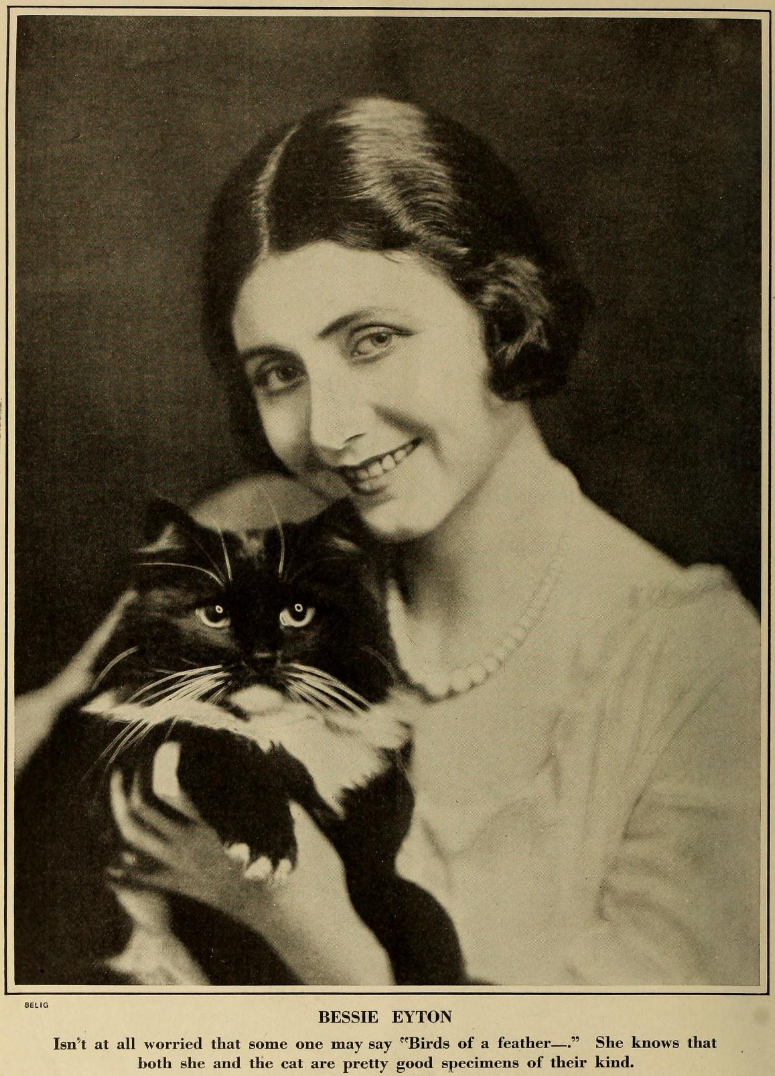
Bessie Eyton en Film Fun, junio de 1917

Eyton fue una de las actrices más importantes de Selig Polyscope Company hasta que la empresa cerró en 1918. Después de eso, su carrera empezó a debilitarse, lo que hizo que apareciera en tan solo 9 películas entre 1919 y 1925, muchas de esas películas eran de algunas empresas independientes.
En 1919, hizo su debut teatral en Civilian Clothes, la obra se estrenó el 12 de septiembre de 1919.
Eyton hizo su última aparición en The Girl of Gold (1925), protagonizado por Florence Vidor.
Eyton se casó con su segundo esposo Clark Brewer Coffey el 29 de septiembre de 1916, un año antes de que se divorciara de Charles Eyton. La pareja se divorció en 1923 y ninguna de las dos parejas tuvo hijos.
En 1935, después de una discusión con su madre, Eyton desapareció alejándose de sus amigos y familiares. Su paradero quedó desconocido hasta su muerte en 1965.
Bessie Eyton murió el 22 de enero de 1965 en Thousand Oaks, California y fue enterrada en el Ivy Lawn Memorial Park en Ventura (California).

## Filmografía
- The Sheriff of Tuolumne (1911)
- Saved from the Snow (1911)
- The Totem Mark (1911)
- Kit Carson's Wooing (1911)
- McKee Rankin's '49' (1911)
- An Indian Vestal (1911)
- Coals of Fire (1911)
- A Painters Idyl (1911)
- Captain Brand's Wife (1911)
- Lieutenant Grey of the Confederacy (1911)
- Blackbeard (1911)
- The Right Name, But the Wrong Man (1911)
- An Evil Power (1911)
- A Diamond in the Rough (1911)
- The Chief's Daughter (1911)
- George Warrington's Escape (1911)
- For His Pal's Sake (1911)
- Brown of Harvard (1911)
- The Mate of the Alden Bessie (1912)
- The Other Fellow (1912)
- The Peacemaker (1912)
- Merely a Millionaire (1912)
- The Little Stowaway (1912)
- Disillusioned (1912)
- The Danites (1912)
- The Shrinking Rawhide (1912)
- A Crucial Test (1912)
- The Ones Who Suffer (1912)
- The Hobo (1912)
- A Waif of the Sea (1912)
- Me an' Bill (1912)
- The End of the Romance (1912)
- Bessie's Dream (1912)
- The Price He Paid (1912)
- The Love of an Island Maid (1912)
- A Child of the Wilderness (1912)
- The Price of Art (1912)
- The Professor's Wooing (1912)
- In Exile (1912)
- The Lake of Dreams (1912)
- His Masterpiece (1912)
- In the Tents of the Asra (1912)
- The Indelible Stain (1912)
- The Pity of It (1912)
- The Great Drought (1912)
- When Edith Played Jungle and Jury (1912)
- Euchred (1912)
- The Count of Monte Cristo (1912)
- The Shuttle of Fate (1912)
- The Fisherboy's Faith (1912)
- Carmen of the Isles (1912)
- The Legend of the Lost Arrow (1912)
- Shanghaied (1912)
- Atala (1912)
- Miss Aubry's Love Affair (1912)
- The Triangle (1912)
- John Colter's Escape (1912)
- The God of Gold (1912)
- Opitsah: Apache for Sweetheart (1912)
- Sammy Orpheus; or, The Pied Piper of the Jungle (1912)
- The Last of Her Tribe (1912)
- The Little Organ Player of San Juan (1912)
- In the Long Ago (1913)
- Wamba A Child of the Jungle (1913)
- The Smuggler's Sister (1914)
- The Spoilers (1914)
- Shotgun Jones (1914)
- Chip of the Flying U (1914)
- In the Days of the Thundering Herd (1914)
- The Man from Texas (1915)
- The Crisis (1916)
- The Heart of Texas Ryan (1917)
- Beware of Strangers (1917)
- Who Shall Take My Life? (1917)
- The Still Alarm (1918)
- Lend Me Your Name (1918)
- The City of Purple Dreams (1918)
- The Still Alarm (1918)
- The Way of a Man with a Maid (1918)
- Children of Banishment (1919)
- A Man of Honor (1919)
- The Usurper (1919)
- Movie Mad (1921)
- Higher Education (1921)
- An Indiscreet Flirt (1921)
- A Dishonest Crook (1921)
- Cheap Kisses (1924)
- The Girl of Gold (1925)